# Галац
Гала́ц (рум. Galați, давня руська назва Малий Галич) — місто і порт на сході Румунії, восьме за кількістю населення місто країни, адміністративний центр повіту Галац, 

## Географія

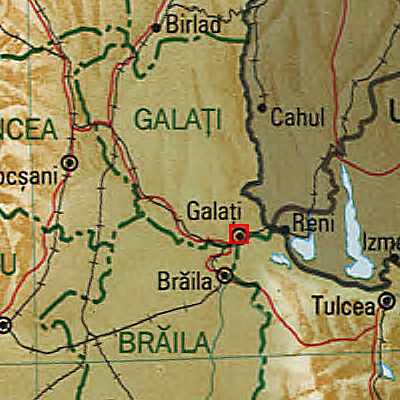
сучасна мапа повіту Галац

Місто розташоване на лівому березі Дунаю, за 150 км від Чорного моря в Румунській Молдові.

## Історія
У руські часи у 12 ст. місто було головним торговим центром Берладської землі. Малий Галич мав назву за столичним містом Галич на Дністрі у Галичині.
Відомий із письмових джерел з 1445 року. 
У Галаці похований Іван Мазепа. Церкву з його останками було знищено за часів керівництва Ніколае Чаушеску, але мікрорайон, де вона містилася, продовжує називатись «Мазепа».
На честь Іван Мазепи у місті встановлено пам'ятник. 26 листопада 2004 року, навколо місця, де був встановлений пам'ятник, було закладено міський парк, названий парком Свободи (Parcul Libertatii).

## Економіка
Вузол морських, річкових, залізничних, шосейних та трубопровідних магістралей. У місті діє пункт пропуску на кордоні з Україною Галац—Рені. 
Промисловий центр, що виділяється машинобудуванням (основний центр суднобудування Румунії; залізничні майстерні, сільськогосподарське машинобудування, металообробка) і чорною металургією (листопрокатний завод; великий Галацький металургійний комбінат потужністю 4—5 млн т сталі на рік). У місті розташований найбільший у країні металургійний комбінат Арселор-Міттал Галац.
Розвинені текстильна (бавовняно-паперова, льнопенькова), швейна, харчова (борошняна, м'ясо-молочна, рибо-і плодоконсервна), хімічна (фарби, лаки), деревообробна, взуттєва промисловість, виробництво будматеріалів. 
Через Галац ввозяться залізняк, кокс, бавовну, устаткування та ін; вивозяться лісоматеріали, зерно, нафтопродукти тощо. 
Працюють політехнічний та педагогічний інститути.

## Пам'ятники в Галаці

Фото з церемонії відкриття пам'ятника Івану Мазепі у Галаці

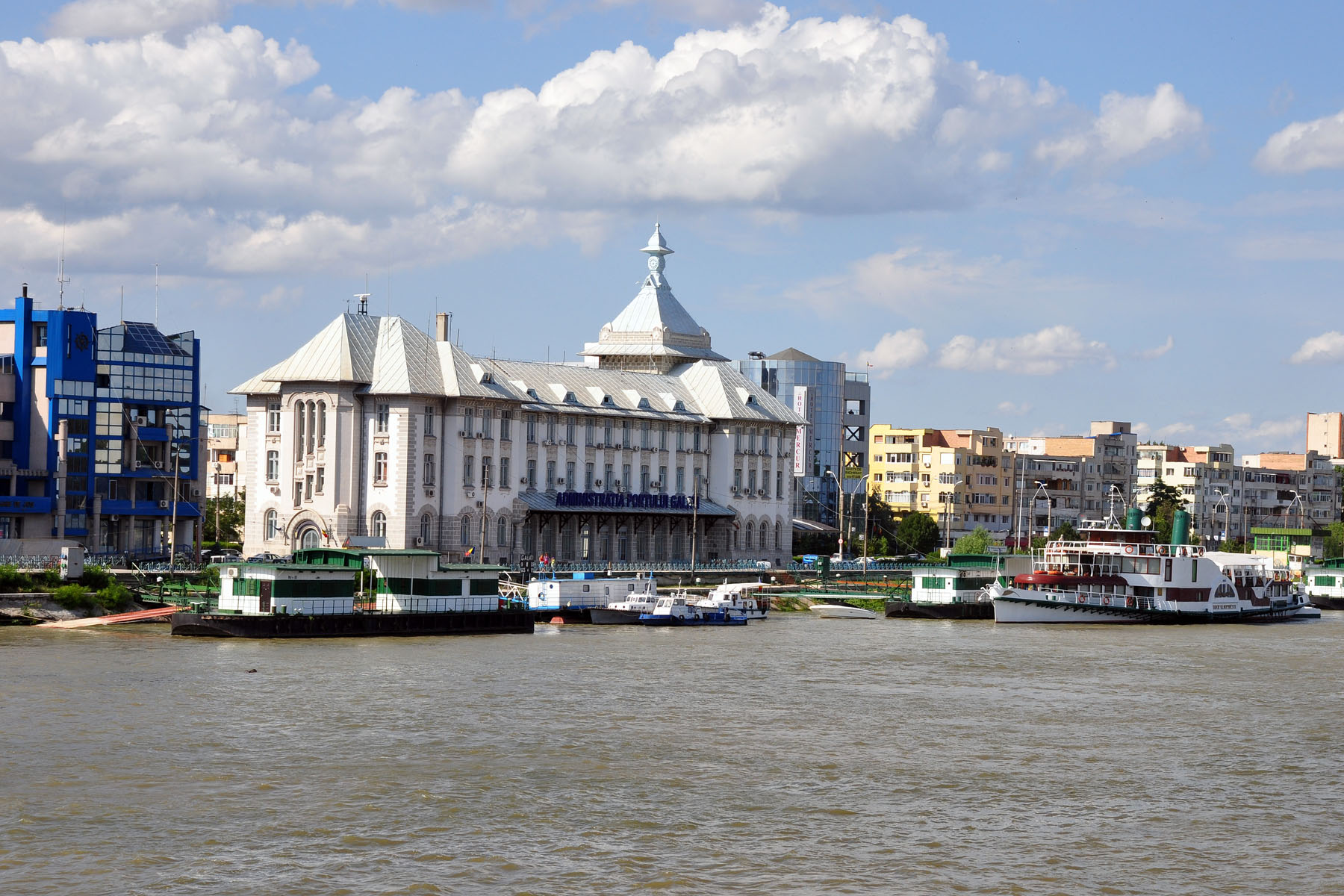

- Пам'ятник Івану Мазепі (Галац)

## Відомі люди
У місті народились
- Георге Дрегенеску — вчений-юрист, професор, ректор Чернівецького університету у 1926—1927 навчальному році
- Дімітріє Куклін (1880—1962) — румунський художник.
- Еміль Макрі (1927—1991) — румунський генерал.
- Каміль Рессу (1885—1978) — румунський композитор і музичний педагог.
- Саркісов Леонард Саркісович — вірменський актор.

## Райони та околиці міста
| - Порт - Центр - Гара - Парк Різер - Кампус Універсітал - Мазепа 1 - Мазепа 2 - Тігліна 1 - Тігліна 2 - Тігліна 3 (Мікро 16) - Тігліна 4 (Мікро 17 і 18) - Барієра Траян - Північний Траян | - Хочень - ІС. Фріму - Siderurgiştilor Est - Siderurgiştilor Vest - Дунайський - Мікро 13а - Мікро 13b - Мікро 14 - Мікро 19 - Мікро 20 - Мікро 21 |

## Міста-побратими
- Єзі, Італія
- Анкона, Італія
- Бриндізі, Італія
- Гаммонд, США
- Ковентрі, Велика Британія (1962)[1]
- Лимон, Коста-Рика
- Миколаїв, Україна
- Мумбаї, Індія
- Пессак, Франція
- Пірей, Греція
- /  Севастополь, Україна / Росія
- Скотсблафф, США
- Ухань, КНР
- /  Ялта, Україна / Росія

## Галерея

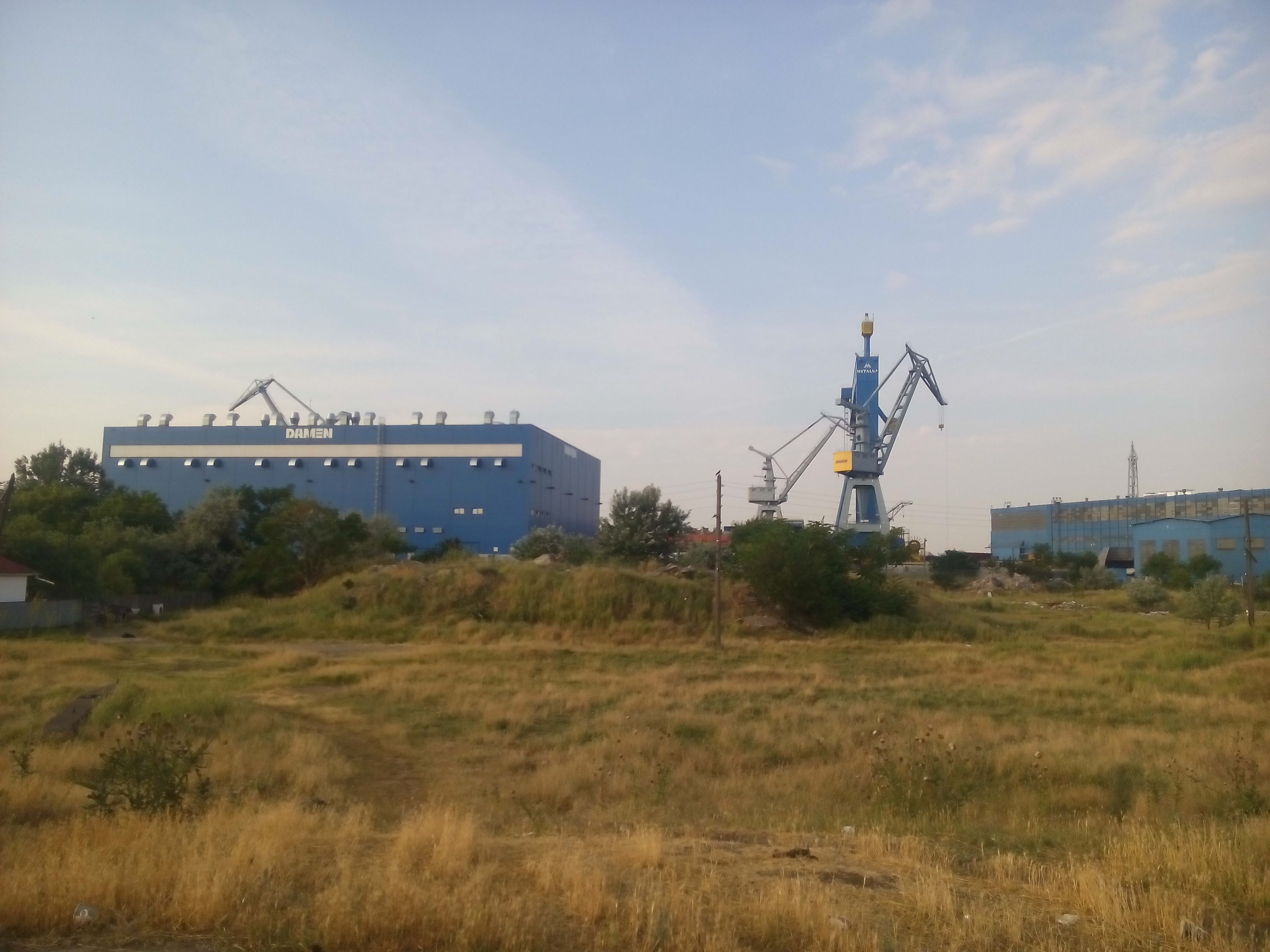
Корабельня
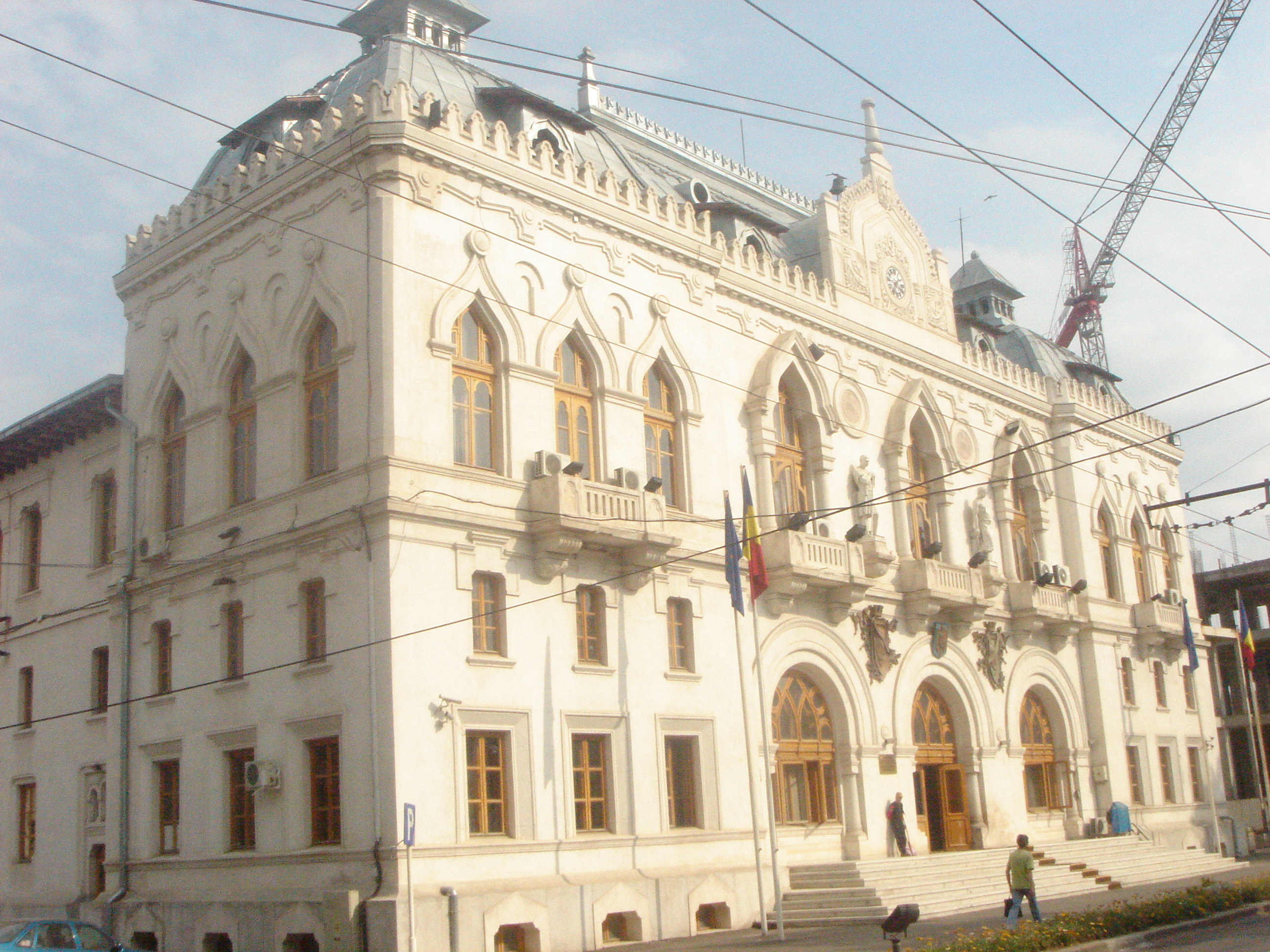
Префектура повіту Ґалац
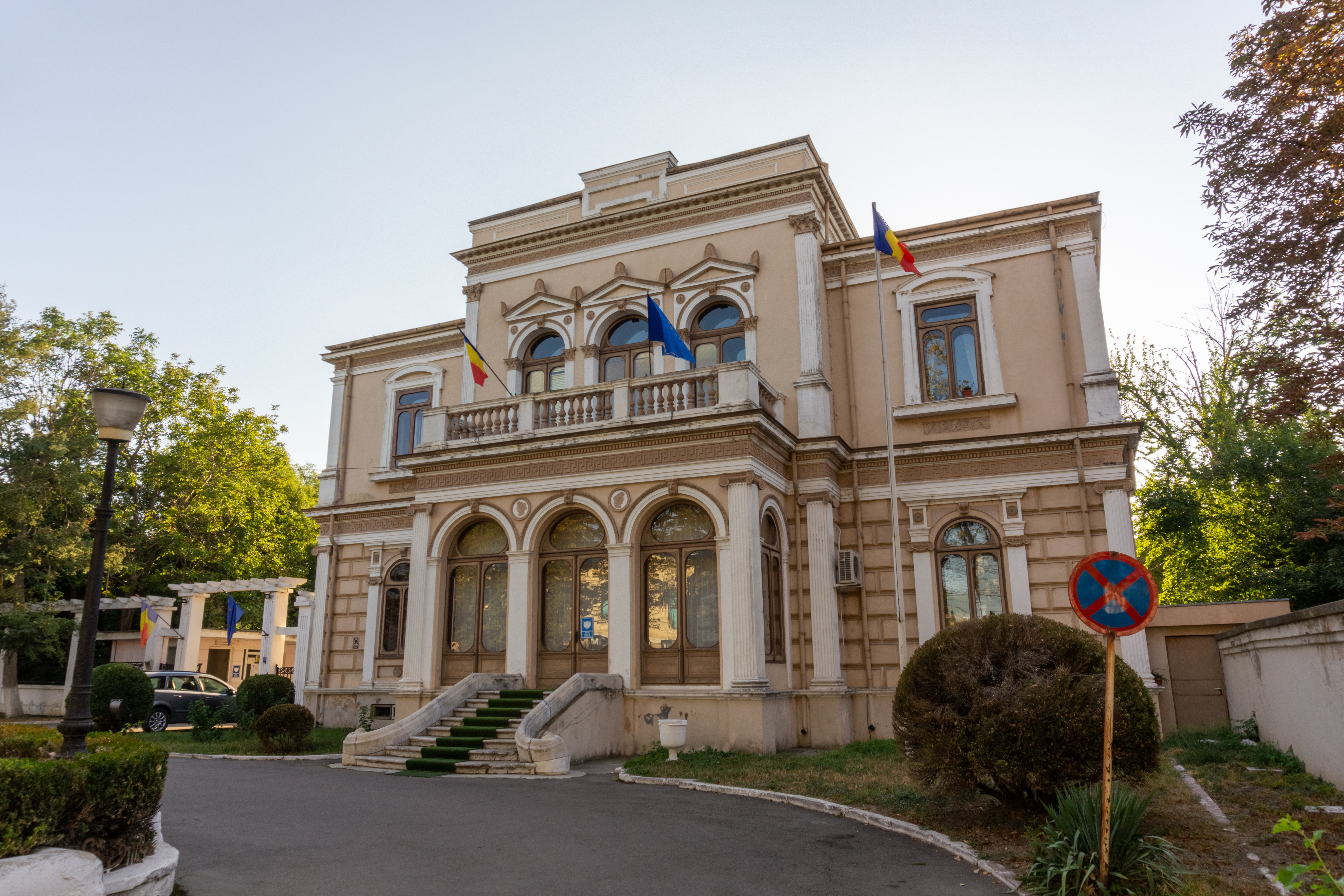
Палац Ламбріні
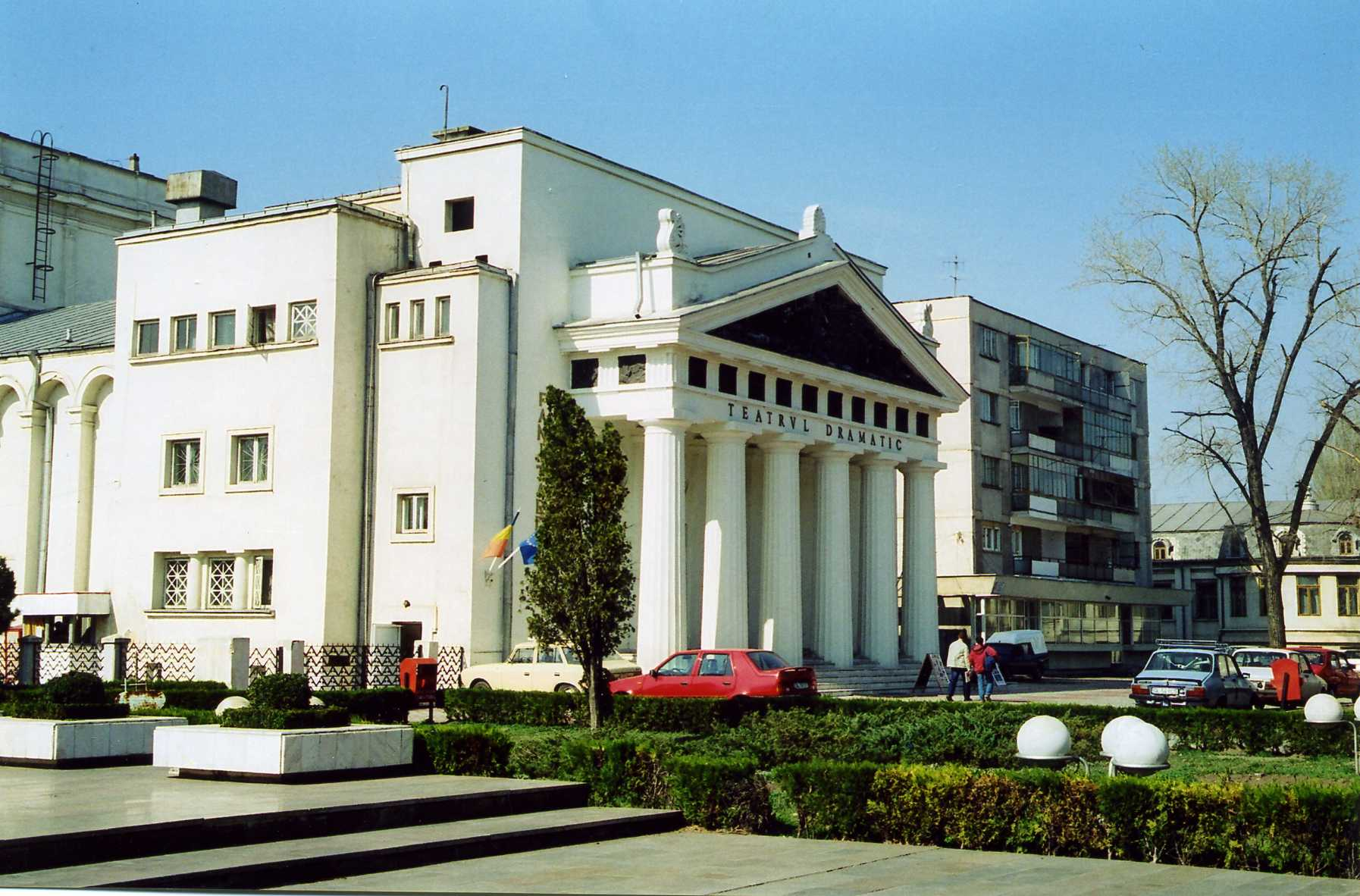
Драматичний театр Фані Тардіні
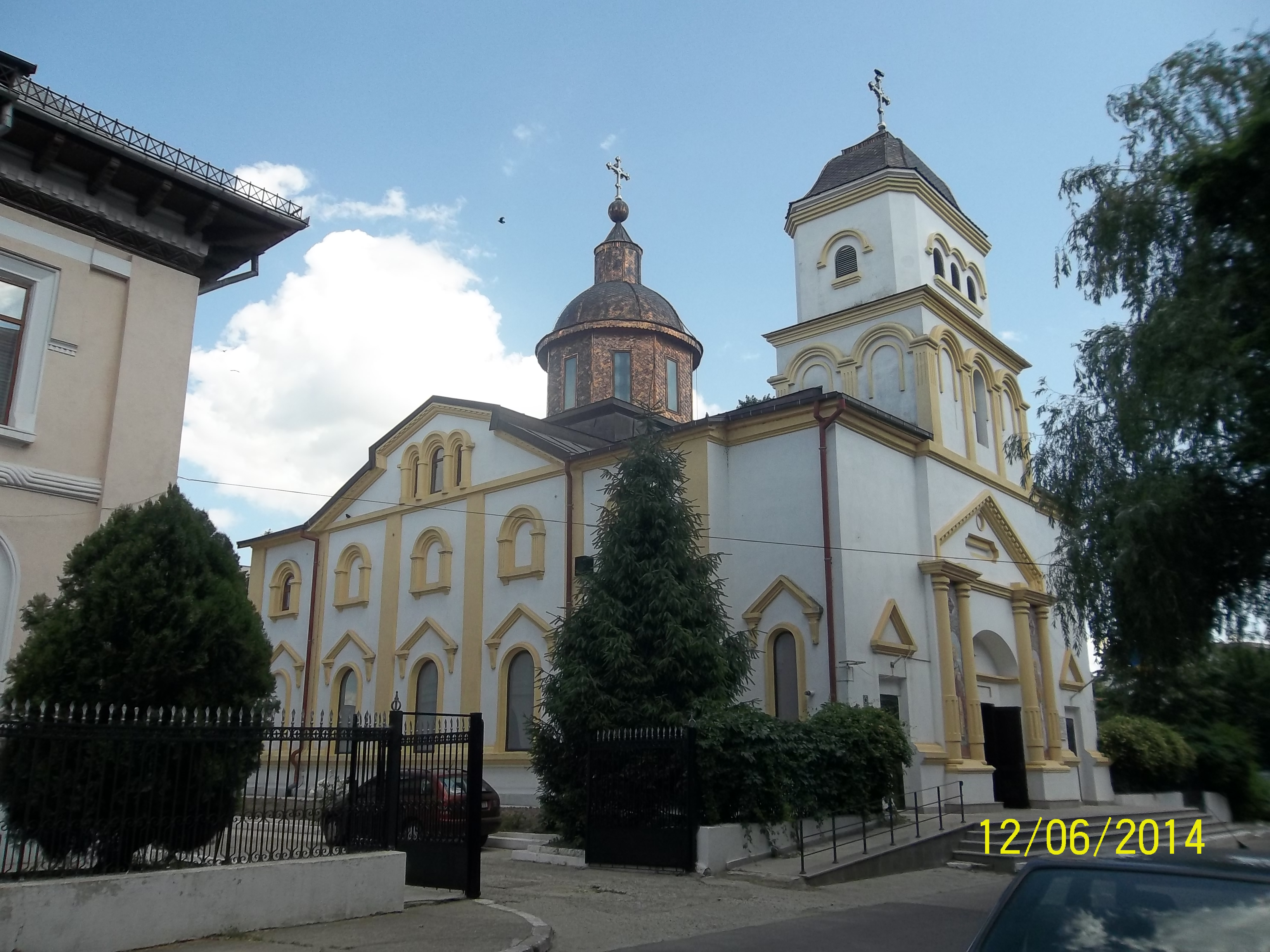
Церква Святого Миколая
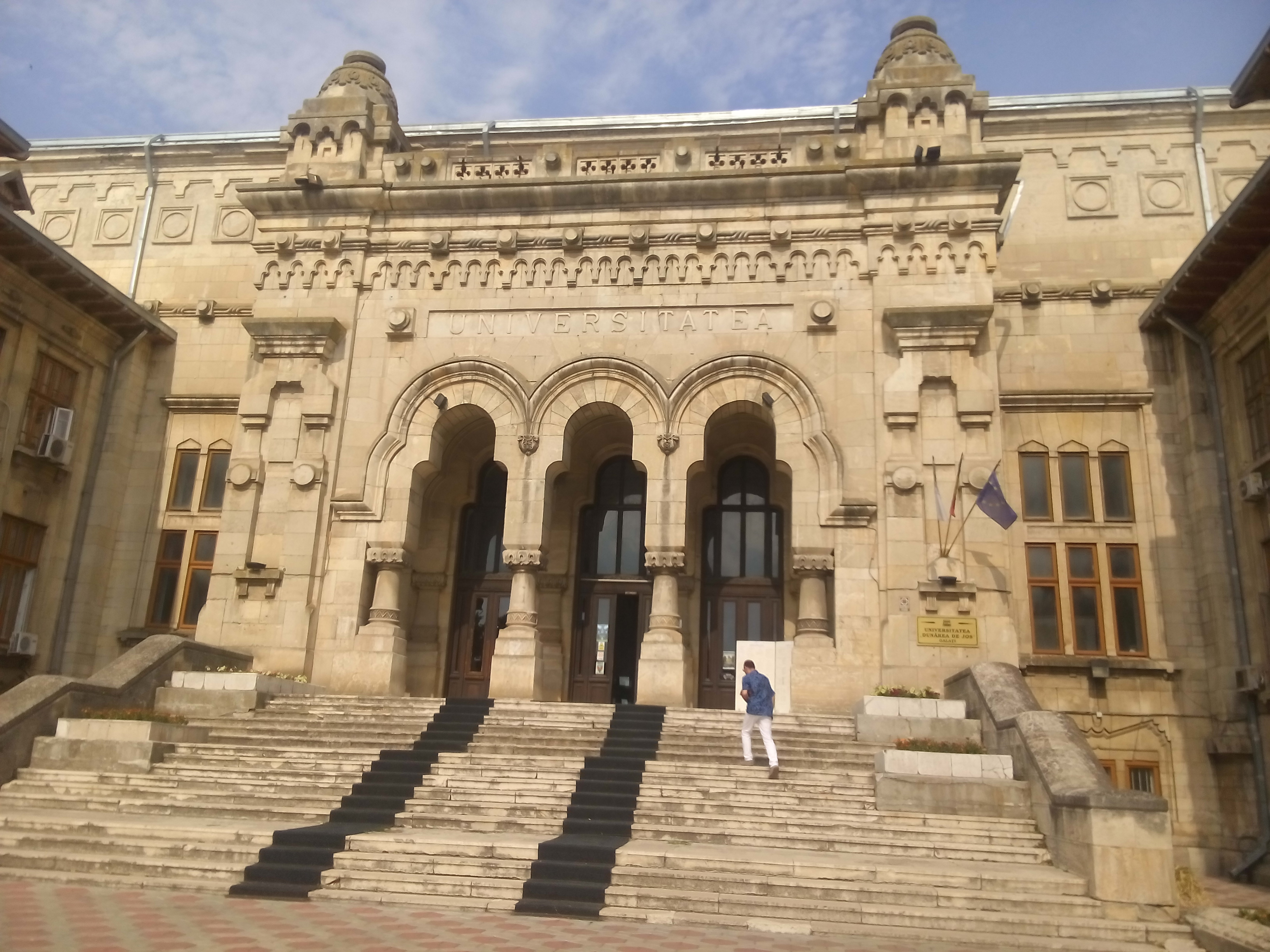
Університет
Православний собор Святого Миколая
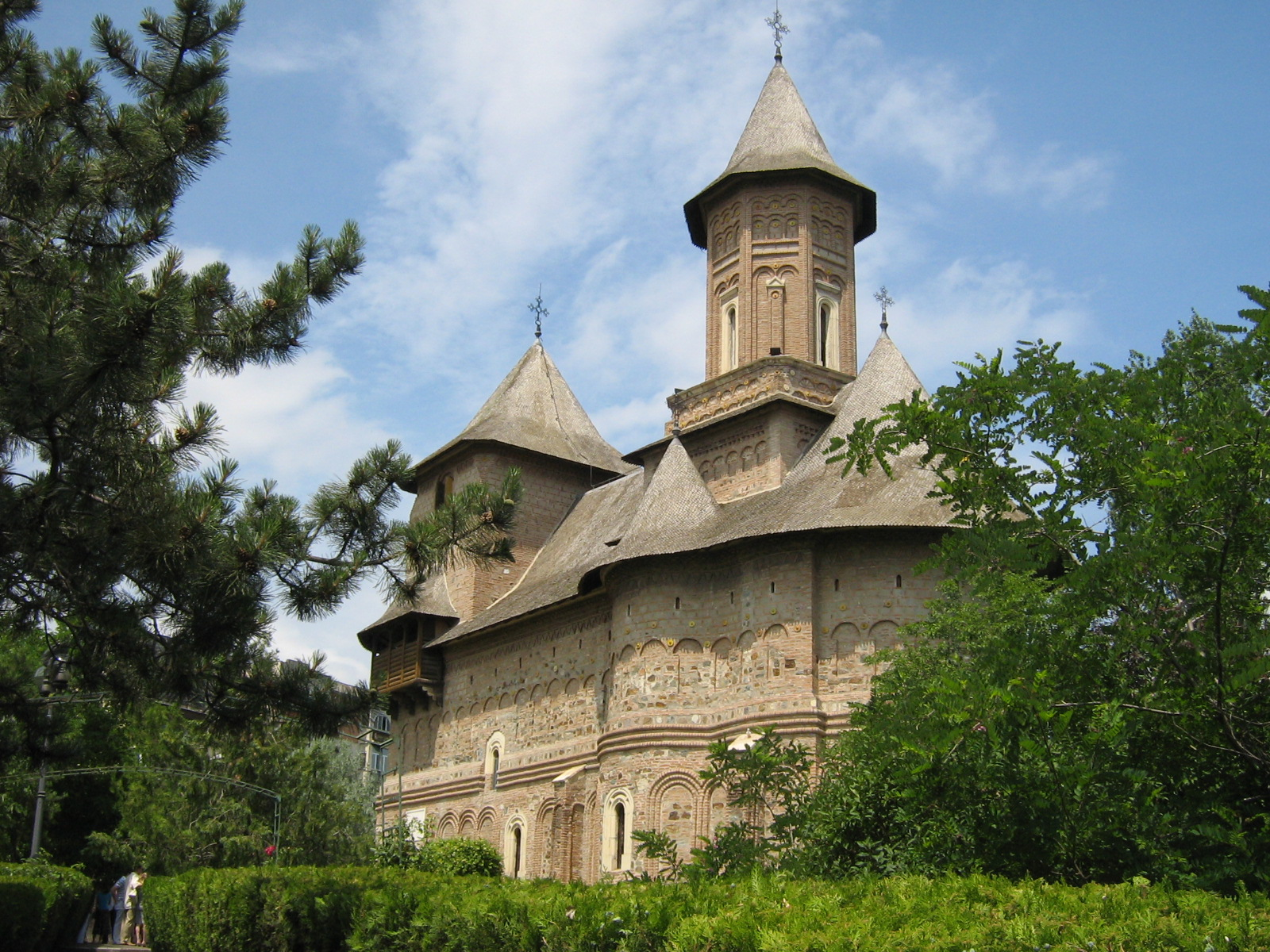
Укріплена церква Сфанта Пречіста